# Алгебра (теорија група)
Алгебра A над пољем {\displaystyle \mathbf {F} } је векторски простор {\displaystyle A(\mathbf {F} )} са билиниеарном бинарном операцијом таквом да {\displaystyle \forall x,y,z\in A,\forall \alpha \in \mathbf {F} } важи:
{\displaystyle \alpha (xy)=(\alpha x)y=x(\alpha y)}
{\displaystyle x(y+z)=xy+xz}
{\displaystyle (x+y)z=xz+yz.}
Димензија алгебре одређена је димензијом векторског простора.